# Canal de Xerxès

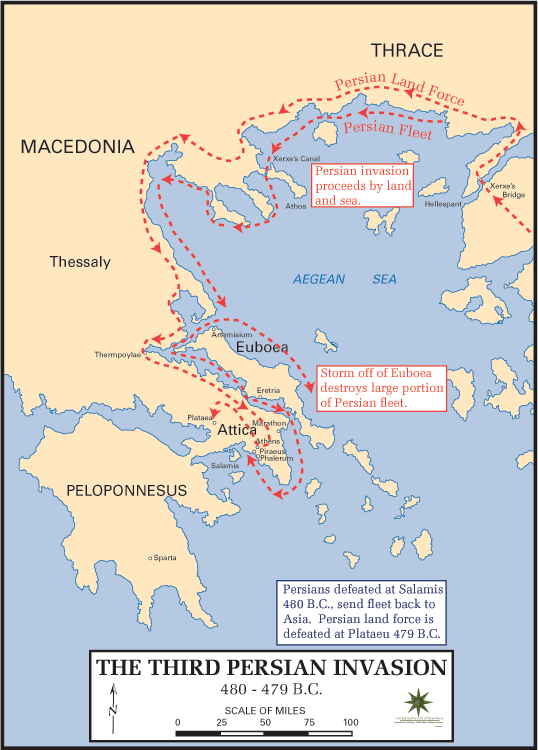
Carte de l'invasion perse de -480.

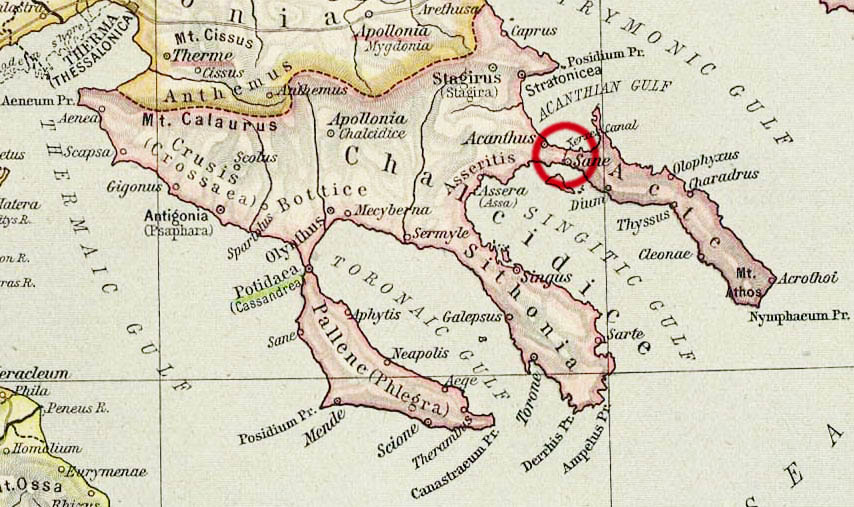
Situation du canal de Xerxès.

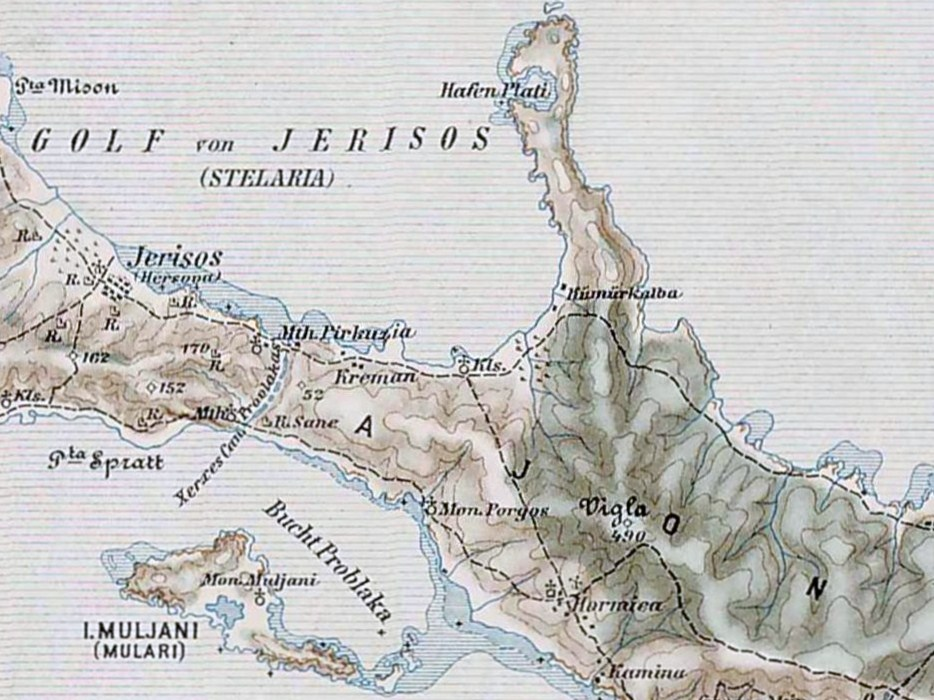
Zoom sur le canal de Xerxès.

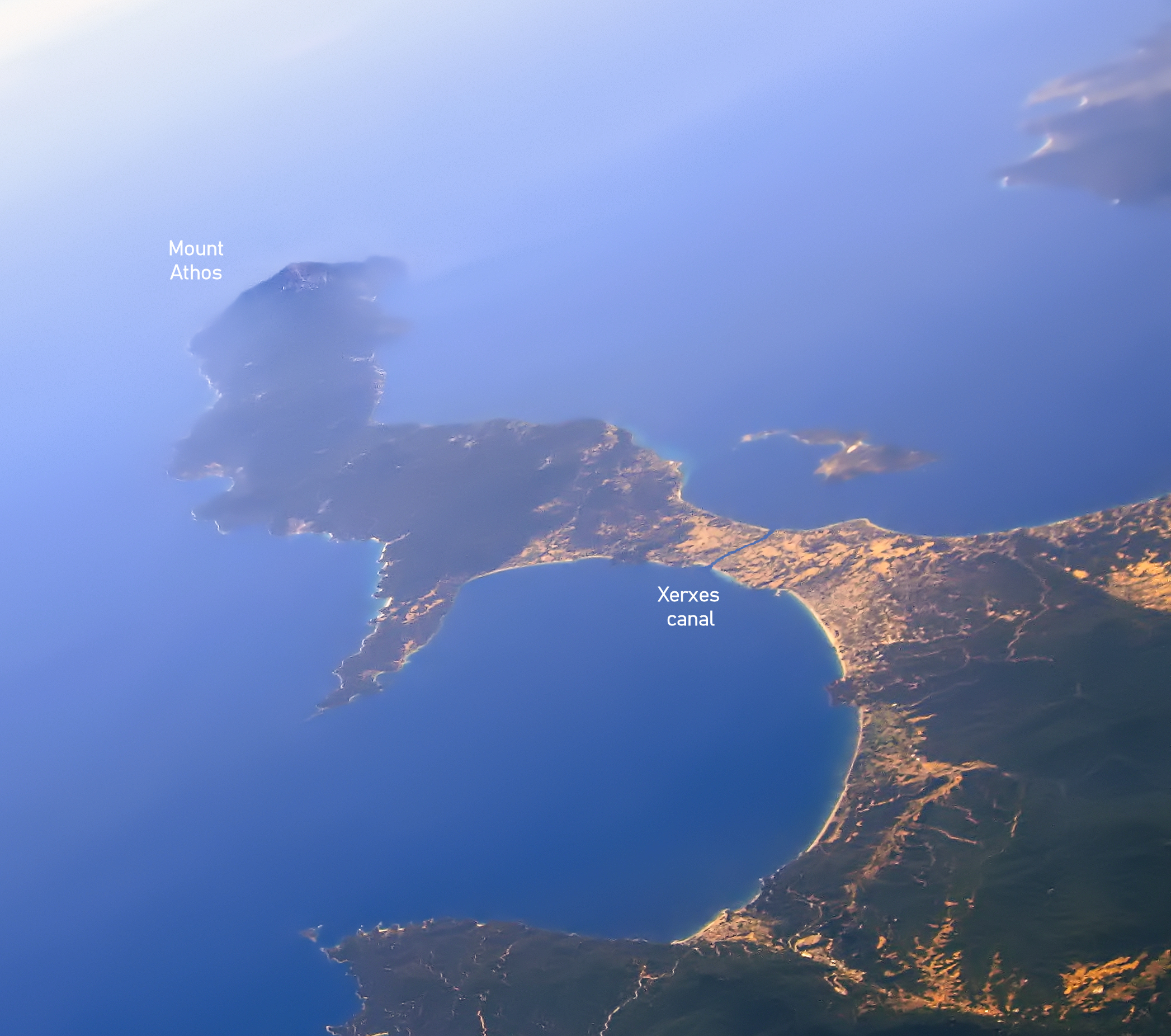
Simulation du canal sur une photo de la péninsule de l'Aktè vue depuis le nord.

Le canal de Xerxès ou fossé d'Acanthe est un ouvrage de génie militaire percé au nord de la péninsule de l'Aktè, en Chalcidique (Grèce) par le roi perse Xerxès, au début du Ve siècle av. J.-C., durant la Seconde guerre médique.

## Historique
Le canal a été construit en 480 av. J.C. au cours de l'invasion perse de la Seconde guerre médique. Xerxès voulait ainsi éviter de doubler la péninsule de l'Aktè, sujette à de fréquentes tempêtes qui avaient déjà emporté la flotte de Mardonios en -492. Le canal est dûment décrit par Hérodote et mentionné par Thucydide. Les historiens ultérieurs se sont demandé si le roi perse avait véritablement construit ce canal, mais les récentes recherches archéologiques ont définitivement montré son existence. 
Selon le récit d'Hérodote, Xerxès confia le creusement du canal à Artachéès et Bubares (en), tous deux Perses de haut rang. Mais peu avant la fin des travaux, Artachéès tomba gravement malade et mourut, ce qui fut ressenti par le roi à la fois comme un grand désastre et comme un mauvais présage. Artachéès fut enterré à Akanthos, en grande pompe.

## Description du canal selon Hérodote
Hérodote décrit le déroulement des travaux et donne des détails pratiques, selon son habitude : on commence par tracer au cordeau le cours du canal, puis le chantier est réparti par tranches confiées à des équipes formées selon leur origine ethnique. L'historien montre la difficulté du travail, le canal ne tardant pas à s'ébouler et à se combler, dès le début des travaux. Ce furent les Phéniciens, précise-t-il, qui montrèrent aux autres la manière de procéder : ils donnèrent aux rives un profil oblique, allant jusqu'à doubler la largeur du canal.
Puis il donne son avis : c'est par orgueil que Xerxès s'est lancé dans un ouvrage aussi gigantesque, au lieu de se contenter d'un système de halage des navires sur des chariots, ainsi qu'on le pratiquait au diolkos de l'isthme de Corinthe.

## Recherches archéologiques
Le canal est aujourd'hui entièrement comblé, mais décelable au sol aussi bien que par la photographie aérienne. Il s'étend entre les villages de Nea Roda, au nord, et Tripiti, au sud. Des recherches menées depuis 1991 par des géophysiciens et archéologues britanniques et grecs ont révélé le tracé et les dimensions exactes du canal. L'ouvrage s'étendait sur une longueur de 2 km et avait une largeur de 30 m, avec une profondeur maximale estimée à 15 m. Les fouilles archéologiques ont montré que l'ouvrage a certainement été achevé, mais abandonné aussitôt après son usage éphémère par Xerxès, et que son comblement a été quasi immédiat, comme le confirme l'analyse des sédiments.

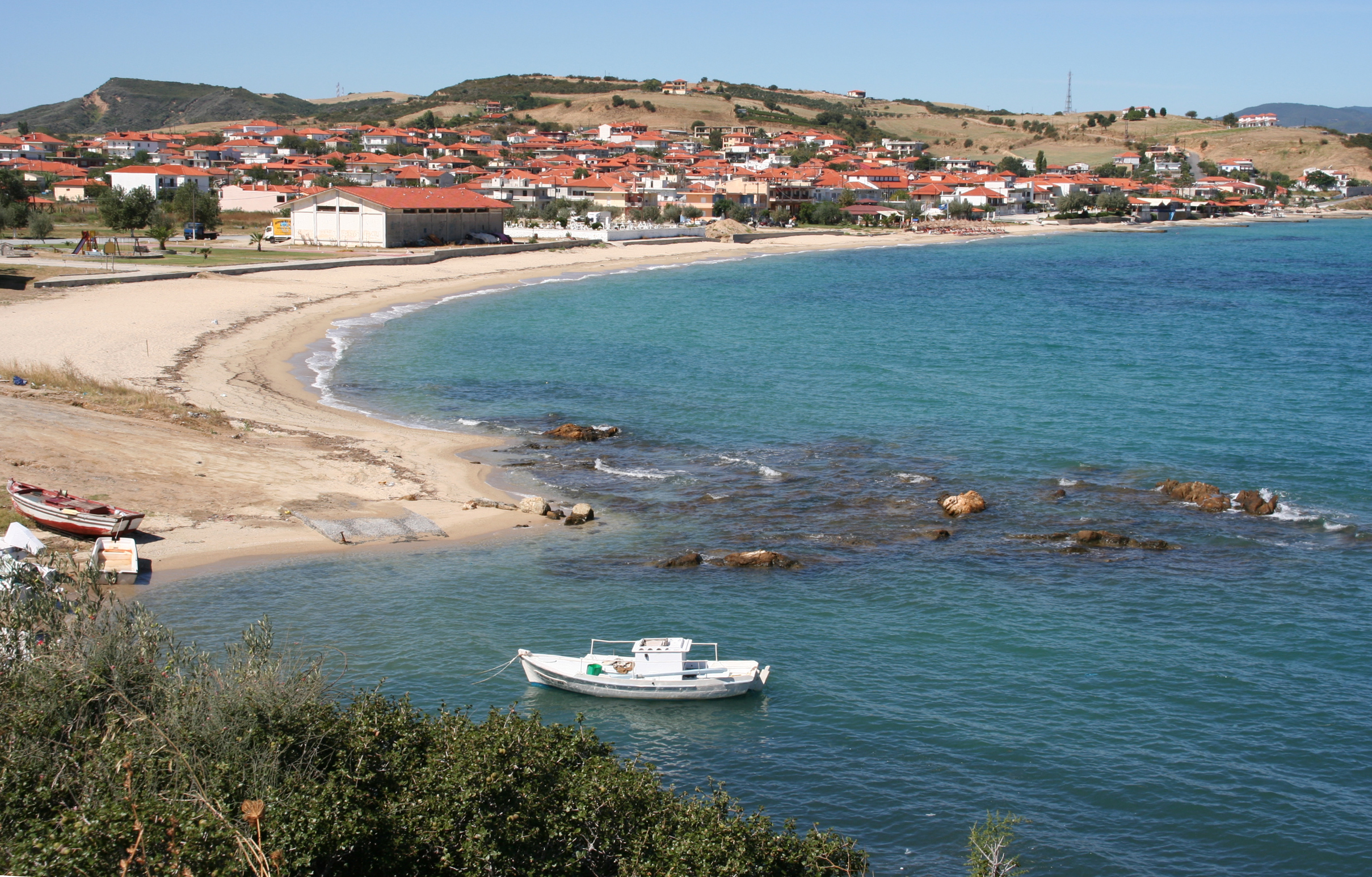
L’anse en bas à gauche était l'entrée nord du canal.
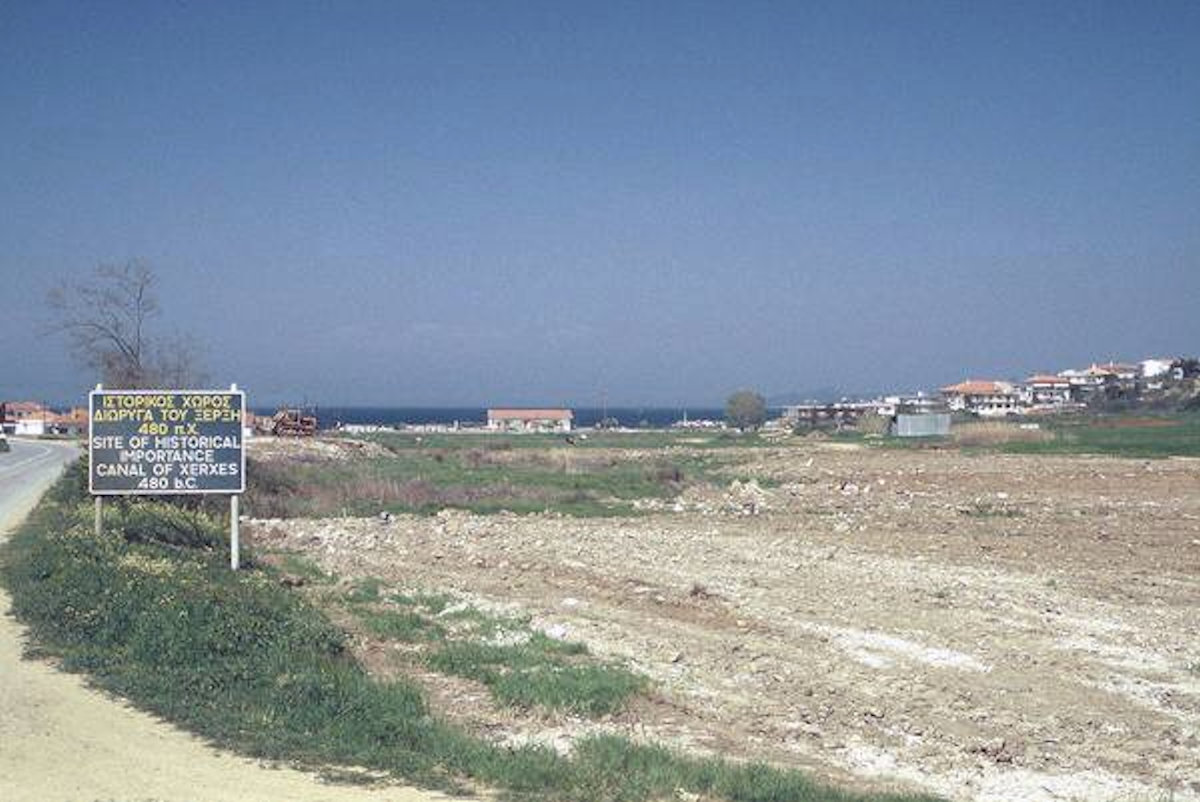
Panneau présentant l’emplacement historique du canal.
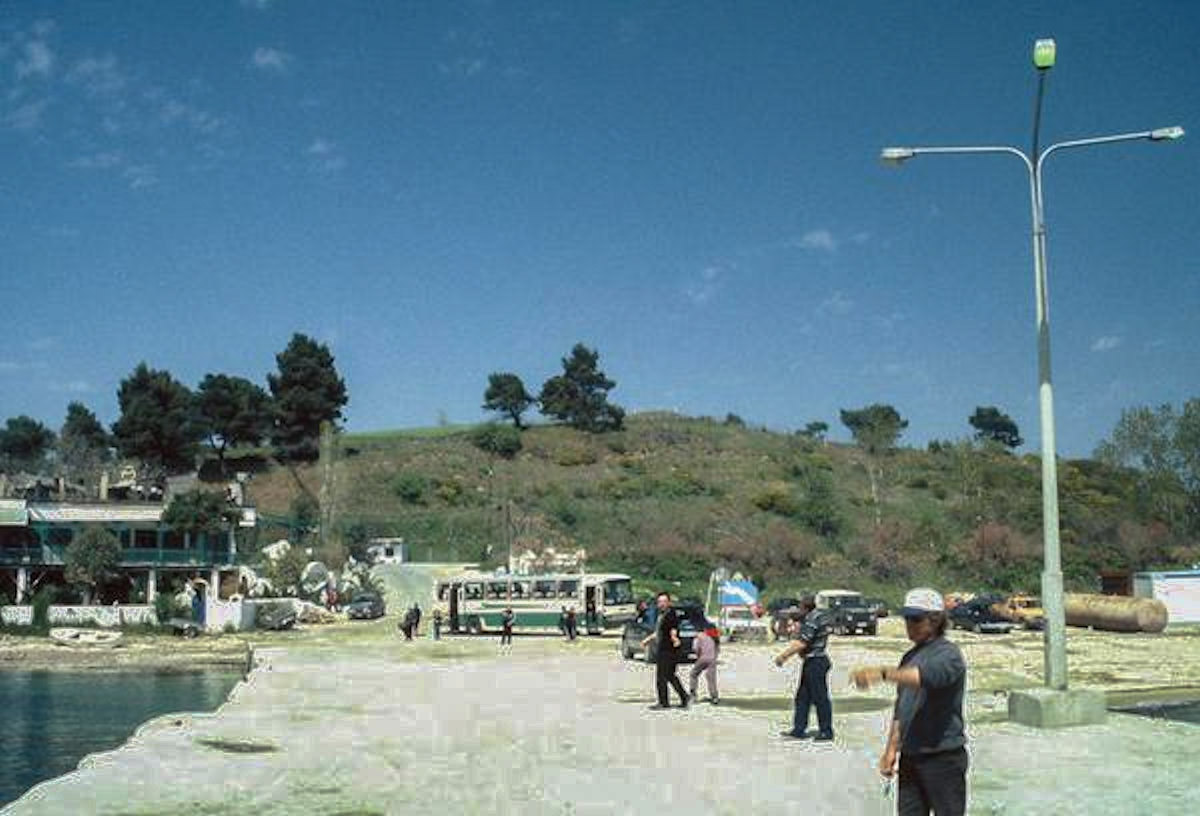
Monticule funéraire à l'extrémité sud du canal.

### Sources
- Hérodote, 7, 22-24, traduction Larcher, sur le site de Philippe Remacle
- Thucydide, 4, 109, traduction de Jean Voilquin, sur le site de Philippe Remacle